# Катэй
Катэй (яп. 嘉禎 катэй) — девиз правления (нэнго) японского императора Сидзё, использовавшийся с 1235 по 1238 год .

## Продолжительность
Начало и конец эры:
- 19-й день 9-й луны 2-го года Бунряку (по юлианскому календарю — 1 ноября 1235);
- 23-й день 11-й луны 4-го года Катэй (по юлианскому календарю — 30 декабря 1238).

## Происхождение
Название нэнго было заимствовано из 4-го цзюаня классического древнекитайского сочинения «Бэйци Шу» (кит. 北齊書, пиньинь Běi Qí Shū, буквально: «История династии Северная Ци»):「蘊千祀、彰明嘉禎」.

## События
даты по юлианскому календарю
- 1235 год (11-я луна 1-го года Катэй) — сёгун Кудзё Ёрицунэ поднялся до 2-го ранга 2-го класса в придворной иерархии[5];
- 1236 год (7-я луна 2-го года Катэй) — Ёрицунэ повышен до 1-го ранга 2-го класса[5];
- 1236 год (2-й год Катэй) — Ходзё Ясутоки был произведен в чин младшего разряда старшей степени 2-го класса[6];
- 1237 год (8-я луна 3-го года Катэй) — по указу Ёрицунэ началось строительство царского особняка в районе Киото Рокухара[5].

## Сравнительная таблица
Ниже представлена таблица соответствия японского традиционного и европейского летосчисления. В скобках к номеру года японской эры указано название соответствующего года из 60-летнего цикла китайской системы гань-чжи. Японские месяцы традиционно названы лунами.
| 1-й год Катэй (Деревянная Коза)   | 1-я луна*      | 2-я луна   | 3-я луна*              | 4-я луна  | 5-я луна* | 6-я луна  | 6-я луна (високосная) | 7-я луна*  | 8-я луна    | 9-я луна*  | 10-я луна | 11-я луна* | 12-я луна      |
| --------------------------------- | -------------- | ---------- | ---------------------- | --------- | --------- | --------- | --------------------- | ---------- | ----------- | ---------- | --------- | ---------- | -------------- |
| Юлианский календарь               | 21 января 1235 | 19 февраля | 21 марта               | 19 апреля | 19 мая    | 17 июня   | 17 июля               | 16 августа | 14 сентября | 14 октября | 12 ноября | 12 декабря | 10 января 1236 |
| 2-й год Катэй (Огненная Обезьяна) | 1-я луна*      | 2-я луна   | 3-я луна*              | 4-я луна* | 5-я луна  | 6-я луна  | 7-я луна*             | 8-я луна   | 9-я луна    | 10-я луна* | 11-я луна | 12-я луна* |                |
| Юлианский календарь               | 9 февраля 1236 | 9 марта    | 8 апреля               | 7 мая     | 5 июня    | 5 июля    | 4 августа             | 2 сентября | 2 октября   | 1 ноября   | 30 ноября | 30 декабря |                |
| 3-й год Катэй (Огненный Петух)    | 1-я луна       | 2-я луна*  | 3-я луна               | 4-я луна* | 5-я луна* | 6-я луна  | 7-я луна*             | 8-я луна   | 9-я луна    | 10-я луна* | 11-я луна | 12-я луна  |                |
| Юлианский календарь               | 28 января 1237 | 27 февраля | 28 марта               | 27 апреля | 26 мая    | 24 июня   | 24 июля               | 22 августа | 21 сентября | 21 октября | 19 ноября | 19 декабря |                |
| 4-й год Катэй (Земляная Собака)   | 1-я луна*      | 2-я луна   | 2-я луна* (високосная) | 3-я луна  | 4-я луна* | 5-я луна* | 6-я луна              | 7-я луна*  | 8-я луна    | 9-я луна*  | 10-я луна | 11-я луна  | 12-я луна      |
| Юлианский календарь               | 18 января 1238 | 16 февраля | 18 марта               | 16 апреля | 16 мая    | 14 июня   | 13 июля               | 12 августа | 10 сентября | 10 октября | 8 ноября  | 8 декабря  | 7 января 1239  |

* звёздочкой отмечены короткие месяцы (луны) продолжительностью 29 дней. Остальные месяцы длятся 30 дней.